# 中国豊中インターチェンジ
中国豊中インターチェンジ（ちゅうごくとよなかインターチェンジ）は、大阪府豊中市にある中国自動車道のインターチェンジである。

## 概要
豊中市、池田市や大阪空港（伊丹空港）の最寄りインターチェンジのひとつとなっている。吹田方面への入口および吹田方面からの出口のみ設置のハーフICとなっている。広島方面への入口および広島方面からの出口は本ICの広島寄りにある中国池田インターチェンジを利用することになる。料金計算上は本ICと中国池田インターチェンジを同一のインターチェンジとみなしている。インターチェンジ名に「中国」と冠されているのは、同じ豊中市内にある名神高速道路の豊中インターチェンジと区別するためである。
出入口とも高架下に料金所が設置されており、高規格幹線道路の料金所としては珍しい構造となっている。

## 道路
- E2A 中国自動車道（2番）

## 接続する道路
- 大阪府道2号大阪中央環状線
- （近くに、阪神高速11号池田線池田出入口）

## 料金所
- ブース数：7

### 入口
- ブース数：3
  - ETC専用：1
  - 一般：2

### 出口
- ブース数：4
  - ETC専用：1
  - ETC・一般：1
  - 一般：2

## 歴史
- 1970年3月1日：中国吹田IC - 当IC間開通（開通当時は暫定2車線）[1]。
- 1970年7月23日：当IC - 宝塚IC間開通。
- 1979年5月15日：吹田JCT開通により、中国吹田ICや名神吹田ICでの途中出場なしで当ICと名神高速道路（京都方面）の往来が可能となった[2]。

## 周辺
- 大阪国際空港（伊丹空港）
- 大阪大学

## 隣
E2A 中国自動車道
(1) 中国吹田IC - (2) 中国豊中IC - （(2) 中国池田IC） - (3) 宝塚IC